# Biberach an der Riss
Biberach an der Riß (suabi: Bibra), sovint anomenat simplement Biberach, és una ciutat del sud d'Alemanya. És la capital del districte de Biberach, a la regió de l'Alta Suàbia de l'estat alemany (Land) de Baden-Württemberg. Es diu Biberach an der Riß pel petit riu Riß que travessa la ciutat per distingir-la de les altres poblacions de nom semblant.

## Geografia
Biberach té una població d'uns 32.000 habitants i es troba a l'Alta Suàbia entre el riu Danubi i el llac de Constança.

### Llocs poblats
Els districtes de Biberach comprenen el centre de la ciutat (amb els barris de Bachlangen, Bergerhausen, Birkendorf, Burren, Fünf Linden, Gaisental, Hagenbuch, Jordanbad, Mumpfental, Reichenbach i Wolfentalmühle) i els seus pobles suburbans integrats Rißegg, Rindenmoos, Stafflangen i Mettenberg..

## Història

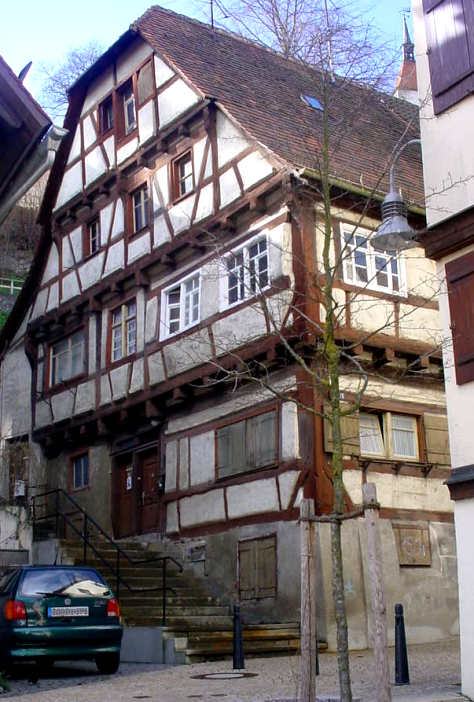
Part de Weberberg

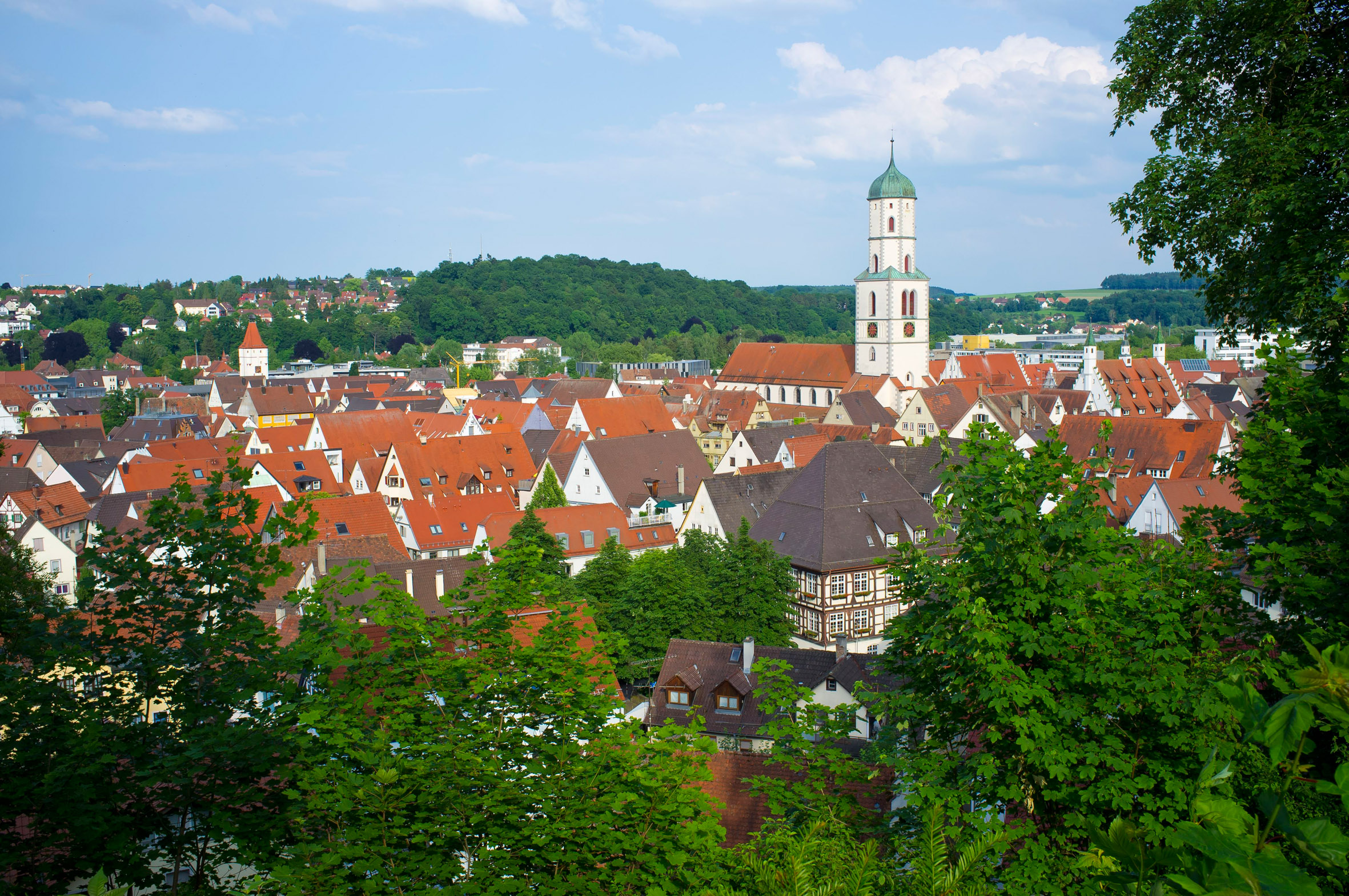
Vista dels terrats del centre de la ciutat

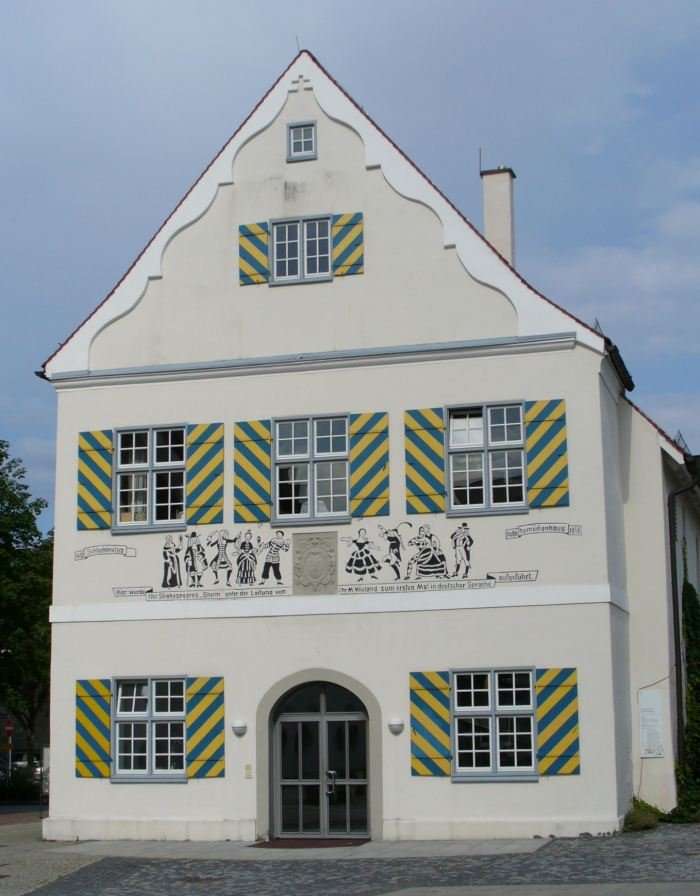
Antiga Komödienhaus in der Schlachtmetzig on el 1762 es va representar per primera vegada La tempesta (Shakespeare), traduït per Christoph Martin Wieland.

Durant molts segles, Biberach va ser una ciutat lliure imperial (German  ) al Sacre Imperi Romanogermànic. En aquest paper va participar en el Reichstag de 1792.
Durant la Reforma protestant, Biberach va destacar per ser, finalment, juntament amb Ravensburg, Augsburg i Dinkelsbühl, una Ciutat Imperial Mixta on la pau de Westfàlia va provocar l'establiment d'un sistema administratiu i de govern conjunt catòlic - protestant, amb oficines d'igualtat i una distribució precisa i igualitària entre funcionaris cívics catòlics i protestants. Aquest estatus va acabar l'any 1803, quan Biberach va ser annexat pel Marcgraviat de Baden, per convertir-se aviat en un gran ducat. El 1806, va ser comercialitzat al Regne de Württemberg a canvi de la ciutat de Villingen; passant a formar part de l'Imperi Alemany en la seva creació el 1871.
Durant les guerres de la revolució francesa, Biberach i els seus voltants van ser el lloc de dues batalles considerables el 1796 i el 1800.
Durant la Segona Guerra Mundial, aquí es van localitzar dos grans camps de presoners de guerra, amb Oflag VB per als oficials i el camp d'internament Ilag V-B per a civils aliats, principalment de les Illes Anglonormandes.

## Persones notables

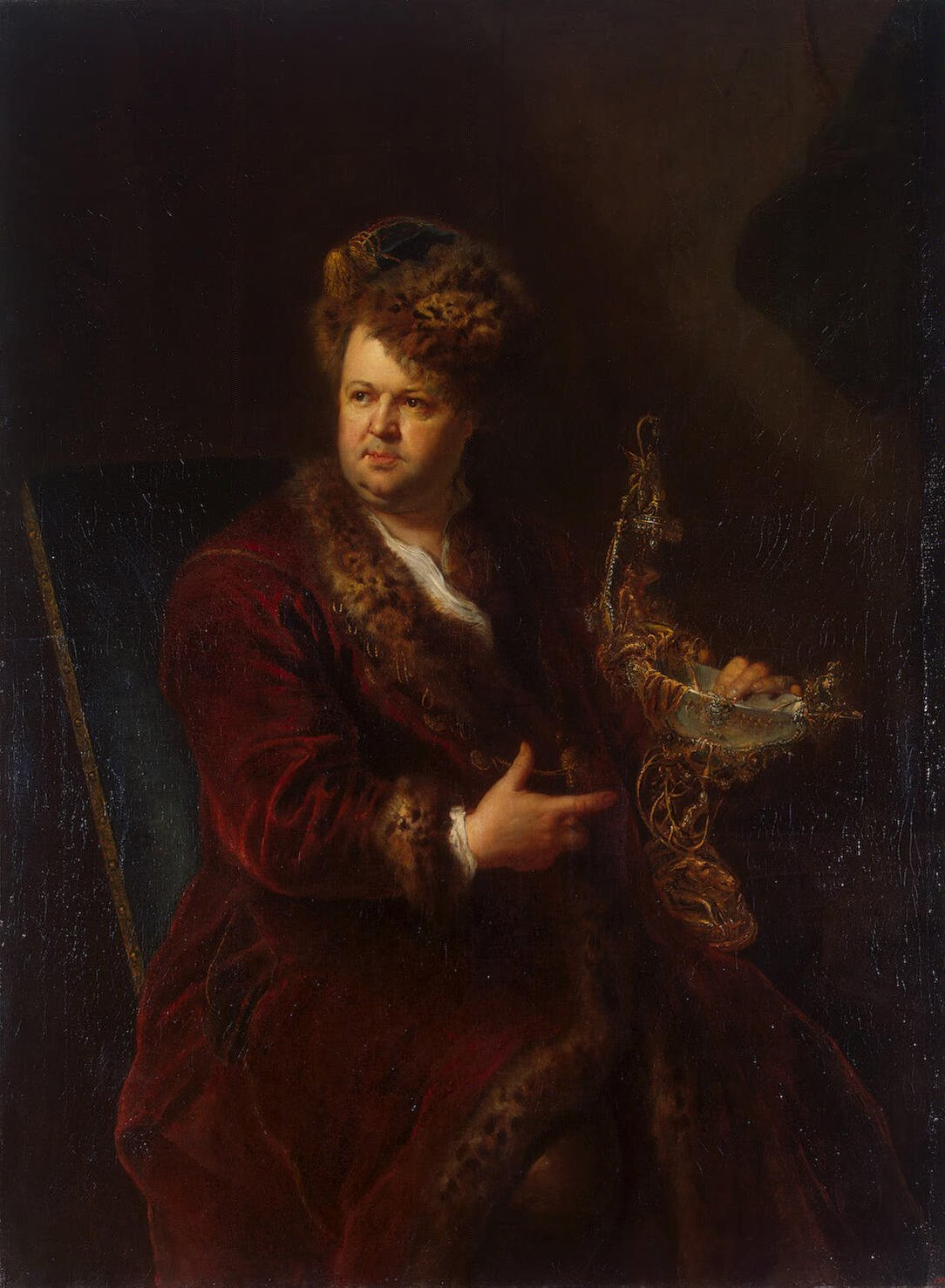
Johann Melchior Dinglinger cap al 1721

- Matthias Erzberger (1875–1921), polític alemany enterrat a Biberach an der Riß

- Alf Bayrle (1900–1982), pintor i gravador alemany va néixer a Biberach an der Riß

- Anton Braith (1836–1905), pintor alemany d'animals; va néixer i va morir a Biberach an der Riß

- Loris Karius (nascut el 1993), porter del Newcastle United FC

- Dirk Raudies (nascut el 1964), pilot de Gran Premi, va néixer a Biberach an der Riß

- Harry Baer (nascut el 1947), actor, productor i autor

- Johann Melchior Dinglinger (1664–1731), joier de la cort d’August II el Fort a Dresden

- Steffen Deibler (nascut el 1987), nedador

- Markus Deibler (nascut el 1990), nedador

- Eberhard Emminger (1808–1885), litògraf

- Hugo Häring (1882–1958), arquitecte

- Justin Heinrich Knecht (1752–1817), compositor, orgue i director d'orquestra

- Anton Kutter (1903–1985), regisseur i constructor de telescopis

- Johann Baptist Pflug (1785–1866), pintor de gènere alemany

- Felicitas Abt (1741-1783), actriu

## Ciutats agermanades
Biberach an der Riß està agermanat amb:
- Asti, Itàlia

- Świdnica, Polònia

- Telavi, Geòrgia

- Tendring, Anglaterra

- Valence, França

Biberach an der Riß també té una relació amistosa amb Guernsey.